# 剃髮易服

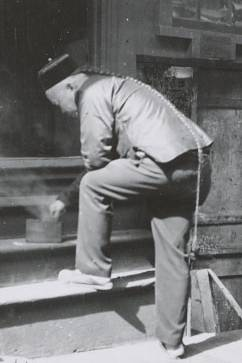
1910年舊金山街头留髮辮的中國人。

剃髮易服或薙髮易服，乃指明末清初時期清朝統治者强令其统治下包括漢族及其它南方少數民族的男子改剃滿族髡髮髮型的“剃髮令”（或稱“薙髮令”），以及改著满族服饰的政策。這些政策涉及民族文化認同，主要是針對漢族，政策實施的原因之一是為了區別服從者和反抗者，方便統治。剃髮令在明末清初引起強烈反對與抵抗，結果反抗者在清初一度遭致清廷的血腥鎮壓。剃发、易服与圈地、占房、投充、逃人并称“清初六大弊政”。從1645年正式強制執行，到1911年廢止。
“剃发易服”政策從清初的暴力鎮壓到康熙年間及其後时期的潛移默化，對後來中國的髮式及服飾有明顯影響。中国自先秦时期传承下来的汉服体系也因此出现断代。

## 背景
古代汉人十分重視髮式與衣冠服飾。《孝經》有言：「身體髮膚，受之父母，不敢毀傷，孝之始也」，汉人成年之後，除了必要修剪，不可隨意剃髮，男女都把頭髮綰成髮髻盤在頭頂。漢族传统的服饰形式有交領、右衽、盤扣、對襟、繫帶等特徵，日本、朝鮮、越南、琉球、蒙古的傳統服飾也有部分這些特徵。
在中國東北兴起的滿洲人的风俗與汉人迥異，滿州人男性的传统髮型是剃髮留辮，將頭髮編成一條長辮垂下，滿州人服飾以旗裝馬褂為主，特點有厂字交領、對襟、盤扣等特徵。紅頂子和箭袖等服飾特點與明末女真人對蒙古服飾的借鑑密切相關。
1644年（崇禎十七年），闖王李自成率領大順兵攻陷北京，明崇禎帝上吊自殺。清朝在明朝將領吳三桂協助下入關，對佔領地區推行剃髮令，強迫汉人男子變換髮型為滿洲人髮型並穿著滿洲人服飾。因為髮式在古代漢文化中佔有重大意義，故引起不少漢人激烈反抗。

## 推行过程

### 入关之前
清兵入关之前，為了易於辨識順逆，便強迫被征服或投效的汉人剃发易服，如1631年（明崇祯四年，后金天聪五年）皇太极在大凌河之役胜利时令“归降将士等薙发”。1623年（明天启三年，后金天命八年），即规定了官民帽顶制度；1632年（明崇祯五年，后金天聪六年），规定了服色制度。1636年（后金崇德元年），皇太极明令：“凡汉人官民男女，穿戴要全照满洲式样……有效他国衣冠、束发、裹足者，重治其罪。”满人在天聪、崇德年间攻打朝鲜时，也曾要求朝鲜人剃发易服。較早投效滿清的漢臣如李永芳、孔有德、祖大寿、洪承畴等也都剃发改装。

### 第一次推行
1644年（順治元年）四月二十二日，清军在山海关周遭系列战斗中打败李自成大顺军，先前吴三桂突围入多尔衮帐中求援时，已有令吴三桂麾下军民薙发以鉴。即入关的第一天就下令剃头。
五月一日，摄政王多爾袞率兵过通州，知州投降，多尔衮“谕令薙发”。
五月初二，多尔衮进北京，要求“投诚官吏军民皆着薙发，衣冠悉遵本朝制度”，正式下达剃发和易衣冠的法令。此后数日又多次颁布命令，要求汉人薙髮易服作为效忠的标志。
薙髮令引起一些汉人極大的反抗，如京东三河民众就起事反对剃发，甚至因此改變對清軍的態度轉而反抗清朝：“入關之初，嚴禁殺掠，故中原人士無不悅服，及有剃頭之舉，民皆憤怒，或見我人泣而言曰，我以何罪獨為此剃頭乎？”多爾袞隨即在五月二十四日下令暫緩薙髮令。迫使满清统治者暂缓剃发易服的主要原因是当时天下未定，抵抗者众多，南明政权仍在，故而暂时妥协。明朝大臣史可法在回覆多尔衮的書信中也說：「且罷剃髮之令，示不忘本朝。」 

### 第二次推行
强令官民剃发的举措引起汉人的普遍不满，激起了汉人各阶层人士的反对，导致了长期的政局不稳以至生灵涂炭。为了保持髮飾，許多人因此反抗滿清，或者寧願一死。不仅原先准备降清的人立即改弦易辙，连已经归附的州县百姓也纷纷揭竿而起，树帜反清，由此引起的反抗以至于大规模的武装斗争几乎遍及全国。滿清对此进行了严厉的镇压。清兵在南方的鎮壓，多因剃发而起。清朝统治者當時亦指出：“乃剃头一事，又适为奸民借口，以至变故丛生。”
1645年（順治二年）五月，清兵进军江南，占领弘光政权首都金陵，统治初步巩固，多尔衮於五月二十九日重頒薙髮令。
六月初五日，多尔衮给江南前线总指挥多铎下达指令：“各处文武军民，尽令剃发，傥有不从，以军法从事”。要求在江南推行剃发令。
六月十五日，通告全国军民剃发。下令各地限公文到达的十日内完成剃发，违令者死。地方官員如果上奏反對，「殺無赦」。当时有「留頭不留髮，留髮不留頭」的口号流传，在福建还流传着“留发不留人，留棺不留屋”的说法。有记载称滿族將領令剃发匠背着担子在街上巡视，看见蓄髮髻的人就上去抓住强行剃发，稍有抵抗，就当场杀掉，把头悬挂在竿上示众，所以后来的剃发挑子后面都竖着一根竿子。
六月多爾袞頒布薙髮令时，對於汉人之衣冠服飾，也要求更换，但未严令实施期限，「許從容更易」。然而没过多久，在七月初九日时，又下谕“官民既已剃发，衣冠皆宜遵本朝之制”，于是衣冠之禁也与剃发同样严厉，有學者指出因为不改衣冠而遭屠戮者也同样多。然而由於抵制剃髮的鬥爭已經持續多年，加上強迫穿滿服這一命令的難以推行，以致後來在服飾和髮式上推行的清令更加不了了之，後期形成了以漢文化為主幹、以滿族代為接枝的混合型文化。甚至於辛亥革命年間在某些地區依然保留了明代式樣的服飾。
在常熟，“清兵见未剃发者便杀……名曰‘捉剃头’”。常熟人民组织乡兵，推崇祯信阳州知州、弘光兵部郎中严栻为首领，保卫地方，抵抗清军，并尊奉活动在崇明岛的明义阳王朱朝墠，一直战斗到九月份才被清兵的屠戮镇压下去。
因為薙髮令的頒布，南直隸常州府江陰縣殺了縣令，起兵反清。告示曰：「豈意薙髮一令，大拂人心，是以鄉城耆老，誓死不從。」江阴人民以“头可断、髮绝不可剃”的口号对抗清朝“留头不留髮、留髮不留头”的口号，由典史陈明遇、閻應元領導軍民抵抗，死守城池八十一日，殺死清兵數萬人，閻應元最後留下辭世詩：「八十日帶髮效忠，表太祖十七朝人物。十萬人同心死义，留大明三百里江山。」顺治二年八月二十日，江阴城破，清兵大屠杀三日。

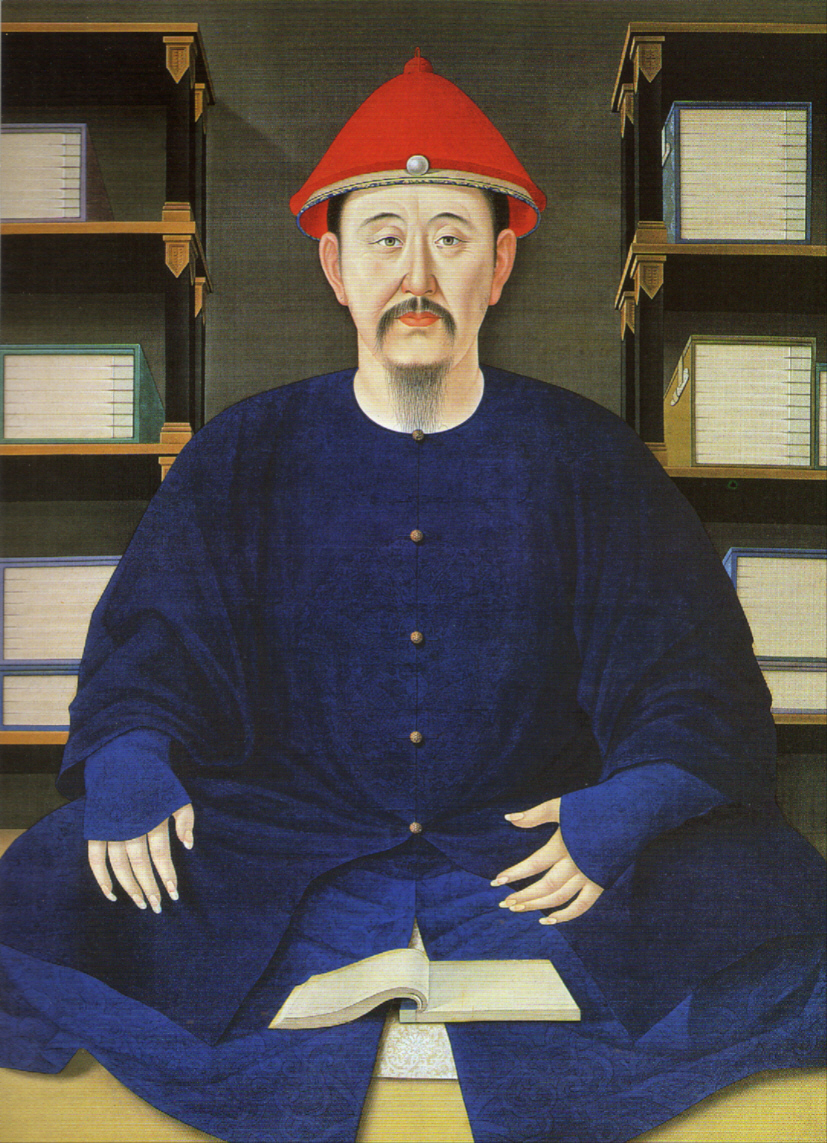
康熙讀書圖，從圖中可見其留有明顯的鬢髮。

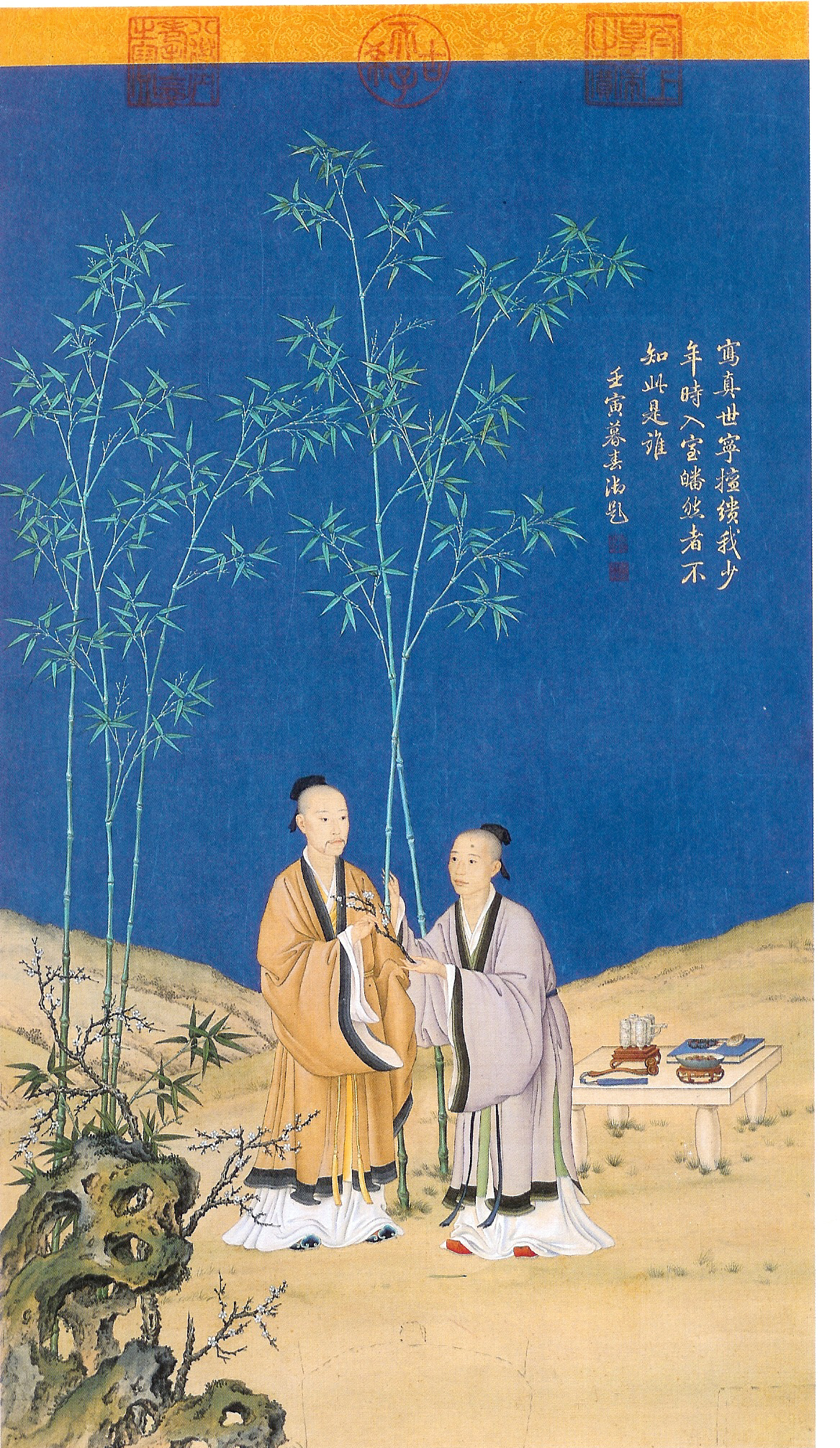
宫廷画师郎世宁绘画的《平安春信图》。

嘉定人民以“为我保此发肤”的口号，抵抗清兵二十余日。嘉定總兵吳志葵趁人民不滿時佔據縣城抗清，導致原本效忠於大順的李成棟下令屠城，為嘉定三屠「第一屠」之原因。
剃发令传到金坛，抗令者三四百人聚会，清镇江知府从别处运来拒不剃发者的首级威胁民人，声言“一人不剃发全家斩，一家不剃全村斩”。于是人民揭竿而起反抗，二十日后方被镇压。
吴江鄉民因为不肯剃发，杀县令，遭屠杀。
1645年（順治二年）七月，田仰指剃髮為名在通州如皋海門起兵，活动在苏北和长江三角洲。
1645年（順治二年）十月，原任陕西河西道道尹孔闻謤（孔子后人）上书表示：孔子家族衣冠已经延续了三千年，希望能够保持不变，免受剃发易服。多尔衮回应，孔子是聖人中，最能順應時勢的人，像孔聞謤這樣違法，玷污了他祖先合乎時宜的中庸之道。姑且念在孔闻謤是孔子的後裔，不處死，但革去孔聞謤的官職，永不敘用。
1648年（顺治五年）金声桓与李成栋以反对剃发為理由之一而反清重投南明。然而一度效忠清朝其且實行剃髮令的李成棟在點兵時依然穿著「烏紗玉帶」，當時亦有人穿著「儒冠」觀賞李成棟點兵，而楊漣的長子「時雖剃髮，猶漢人衣冠，烏紗大帶，不改舊服」。
1648年（顺治五年），黄州府广济县县民胡俊甫因居住乡村，患病卧床，一度没有剃发，被发现后，胡俊甫被杀，其邻居被重责，当地知县也受牵连获罪。
1653年（顺治十年），京師逮捕了王玉、梁七子两个因为扮演旦角而没有剃发的人，清廷因此下诏：「剃头之令，不遵者斩，颁行已久，并无戏子准与留发之例。今二犯敢于违禁，好生可恶。着刑部作速刊刻告示，内外通行传饬，如有借前项戏子名色留发者限文到十日内即行剃发；若过限仍敢违禁，许诸人即为拿获，在内送刑部审明处斩，在外送该管地方官奏请正法。如见者不行举首，勿论官民从重治罪。」
在城市，曾有儒生戴上方巾參加廟會，遭官吏拘捕和處死。
1654年（顺治十一年），針對「剃髮易服」引起社會矛盾、各地漢人抗爭此起彼伏的这种情況，時任大学士的陳名夏說：「留髮復衣冠，天下即可太平」，後來陳名夏在南北黨爭中失勢，此話便成為其被处以绞刑的罪名之一。
1673年（康熙十二年），有官員聘請一直穿著「寬博不時」的「寬衣博袖」（明朝服飾）以及終身沒有剃髮的學者李二曲去講學，李二曲一道拒絕道：「僕非官僚紳士，又非武弁營丁，窄衣小袖，素所弗便。寬衣博袖，乃庶人常服」。
明末清初思想家王夫之亦終身沒有剃髮，他晚年居住衡州的當地知府崔鸣鷟以至湖南巡撫鄭端亦沒有責罰他，直到他於康熙三十一年（1692年）年逾七十離世。

#### 政策成果
乾隆年间，洪大容来到中國，發現漢人看到朝鮮人的服飾說是像「戲子」和「和尚」，洪大容認為中國的漢人已經忘本了。
道光二十九年，朝鲜使者李遇骏在广宁遇见汉人萧某，两人之间有一次笔谈，萧某就干脆一些了，“（李）问：‘吾辈所着衣冠，于汝心以为何如？’（萧）曰：‘此本中国衣冠，吾虽不得已胡服，岂无歆羡之心耶？’既而颦蹙眉，隐然有伤感底意。李遇骏感歎「嗯！世变风移，今为二百余年，而间巷之间犹有思汉之心，为之一叹」”。有人問既有思汉心，为何汉人却胡服？李遇骏说，这是因为清朝“变服者被重律”，所以“防限截严”。这是不得已，就连程、朱再世，在这个时代也不得不薙发编辫，穿上满清服装。“遵时”和“从俗”的代价是压抑历史记忆，而这种历史记忆的被压抑，是因为汉人经历过很惨烈、很漫长的血腥岁月 。

## 原由
清朝推行“剃发易服”政策的原因有：
- 將剃发易服当作被征服者是否服從征服者的外在标志。
- 汉族的生产技术和文化水平都超过了滿洲人，社会制度也较为完备，满族统治者产生一种恐惧心理，担心汉人会危害清朝統治。[39]
- 滿洲人為外来的民族，突然地统治了人口眾多的龐大民族，一時有無法勝任之感。[26]
- 確立滿清的统治地位，確保滿洲人不被汉人同化。[26]
- 想令汉人不感觉滿洲人是異族。[40]
- 《研堂见闻杂记》一书的作者认为清代剃髮易服之禍並非出自執政者殘暴，而是山东进士孙之獬贪图富贵的私心所造成。据该书所说，清朝入主中原后，衣冠一仍汉制。孙之獬主动剃发易服，希望能获得统治者欢心。结果满人认为他是汉人，不让他站在滿洲人列中，汉人认为他穿着滿洲装，也不让他站在汉人列中。孙之獬又羞又怒，故而上书建议全面实行剃发易服。[41]

## 实施对象

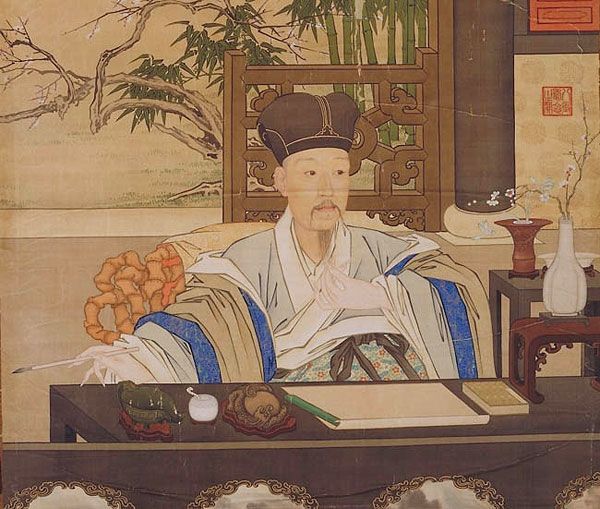
身着前朝服飾的乾隆帝像

剃发易服政策的实施对象，包括清政府统治下的各族人民，除下列可免剃发易服者外。此外，民间还有“十从十不从”的传说，然而此说并未见于正式命令或明文规定。

### 可免剃发易服者

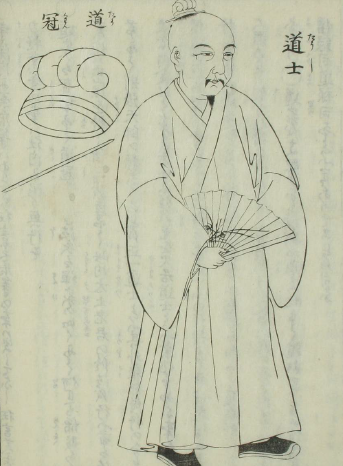
日本画家笔下乾隆年间的清代道士，虽保留前朝服饰，但已经被剃发

清朝版圖內不是所有民族都要變更发型、服飾，清廷對滿漢以外其他民族用「因俗而治」的方式處理：蒙古各部只有厄魯特不用；回部（維吾爾族）四品以上的伯克才要；藏族就只有藏軍需要。朝鮮人最初也需剃发，在朝鮮成为藩属国后，努尔哈赤为笼络朝鲜國，下令其無庸剃髮。滿清入關後，明朝降清大臣馮銓屢次上書，建議讓朝鮮全國也「一體剃頭」，不過最後沒有被接納。

### “十从十不从”
民間流傳「十从十不从」（亦称「十降十不降」）一說，“从”指服从满人的规矩办；“不从”指依旧按照明朝汉人的规矩办，版本甚多，最常见的内容版本为：
1. 男从女不从：男子學習满人，剃頭留辫；女子仍旧梳原来的发髻以及保留原有的服飾。
2. 老从少不从：未成年時不必禁忌，但一旦成年，则须按满人的规矩办。
3. 生从死不从：生前要穿滿人的長袍馬褂，死後壽衣、描繪死者遺像等，則可服明朝衣冠。
4. 阳从阴不从：既然“生从死不从”，阴司的事，像超度時塑造佛像、神明彩，或為歷代先祖畫像、製牌位等，禮佛、祭祖時主祭官、陪祭官等穿的衣服，都仍按中國民間信仰办理，不从满人习俗。
5. 官从隶不从：官員须顶戴花翎、身穿朝珠补褂马蹄袖的清代官服，但役隶可以是明朝的打扮。
6. 儒从而释道不从：即在家人學習满人，出家人不學習满人。在家人必须改穿满人的服装，并剃发留辫。比丘與道士不变，仍可穿袈裟、海青、汉服等。
7. 倡从而优伶不从：歌舞妓、妓女（倡）要遵守满人服饰制度，演員（优伶）扮演古人時則不受服飾限制。
8. 仕宦从而婚姻不从：官吏行禮按滿人禮儀，婚礼保持汉人旧制。
9. 国号从而官号不从：国号由明改成清，但官号沿用明代的六部、九卿、督抚等。
10. 役税从而文字不从：傜役、税捐，悉从满制。但文字语言不改，仍用汉字與汉语。

漢滿婦女的髮式在清朝初期還保留著原有的樣式，並隨著相互之間的影響，令各自的髮式都有了明顯的變化，在“十从十不从”下，清代的漢族婦女依然可以穿著明代服裝，更影響了滿族婦女的審美觀。
一般认为“十从十不从”是出于明降臣金之俊或洪承畴的建议而制定的政策，有學者指出雖未見有正式文書宣告，但在其後清代服飾審美文化現象形態中，成了有目共睹的事實。

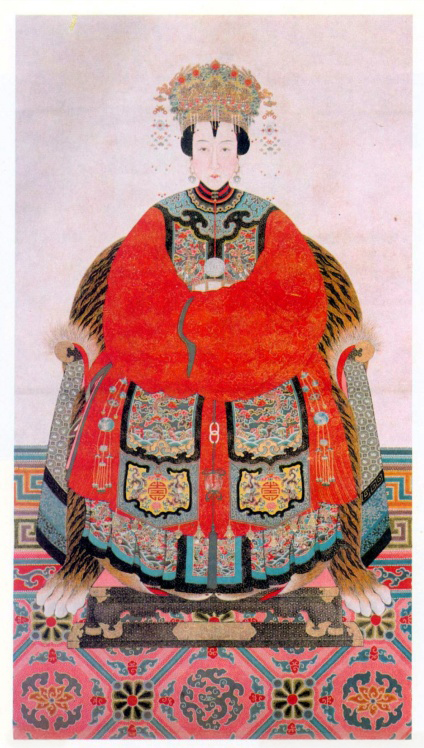
七十四代衍聖公繼配畢夫人衣冠像。清代漢族命婦服飾是明代命婦服飾的延續，保留了鳳冠霞帔等特點。

## 髮式

### 文獻方面

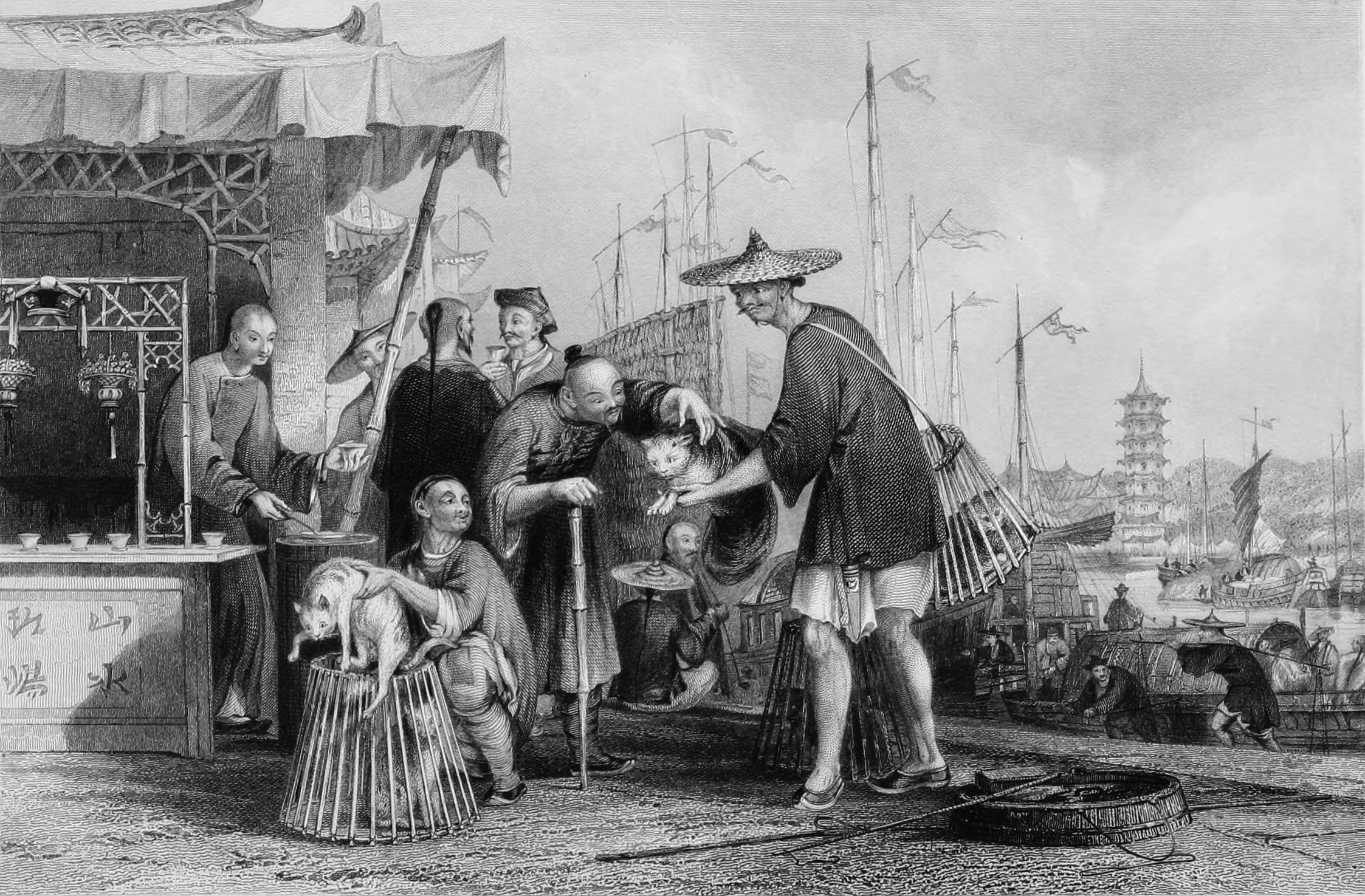
1793年访问中国的英国使团随团画师威廉~亚历山大（Willian Alexander）的画稿。圖中一男子將辮子盤在頭頂，以方便勞動，常見於清代平民。

万历二十三年（1595年），朝鲜使臣申忠一路过赫图阿拉，在《建州纪程图记》一书中詳載：「女真習俗都剃髮，只留腦後少許，上下二條結辮以垂。除上唇鬍鬚只留左右十餘根外，其餘都鑷去」。1644年，日本商人竹内藤因海难在北京旅居一年，著成《韃靼漂流記》，載：「他們的人都剃頭，把頭頂上的頭髮留下來，分成三綹編成辮子。他們男子把唇上的鬍鬚留下來，把下面的剃掉。無論是大官、小官和老百姓都一樣。」海外散人著《榕城纪闻》：「剃发，只留一顶如钱大，作辫，谓之『金钱鼠尾』」。
顺治四年，浒墅关民丁泉因为髮飾不如意的理由而被杀，他的家人、邻居、当地官员也都受牵连获罪。当时的男子不得不“五天一打辫，十天一剃头”。
在乾隆年間出使中國的英國人馬戛爾尼對中國的髮辮亦有所描述，在其著作中寫道他所遇過的中國人都剃了髮，並留了有數英吋直徑大小、有如拉米伊式髮辮（Ramillies queue）和馬尾（horse hair）一樣烏黑且粗壯的辮子，當中甚至有長度接近一碼的。

### 畫作方面

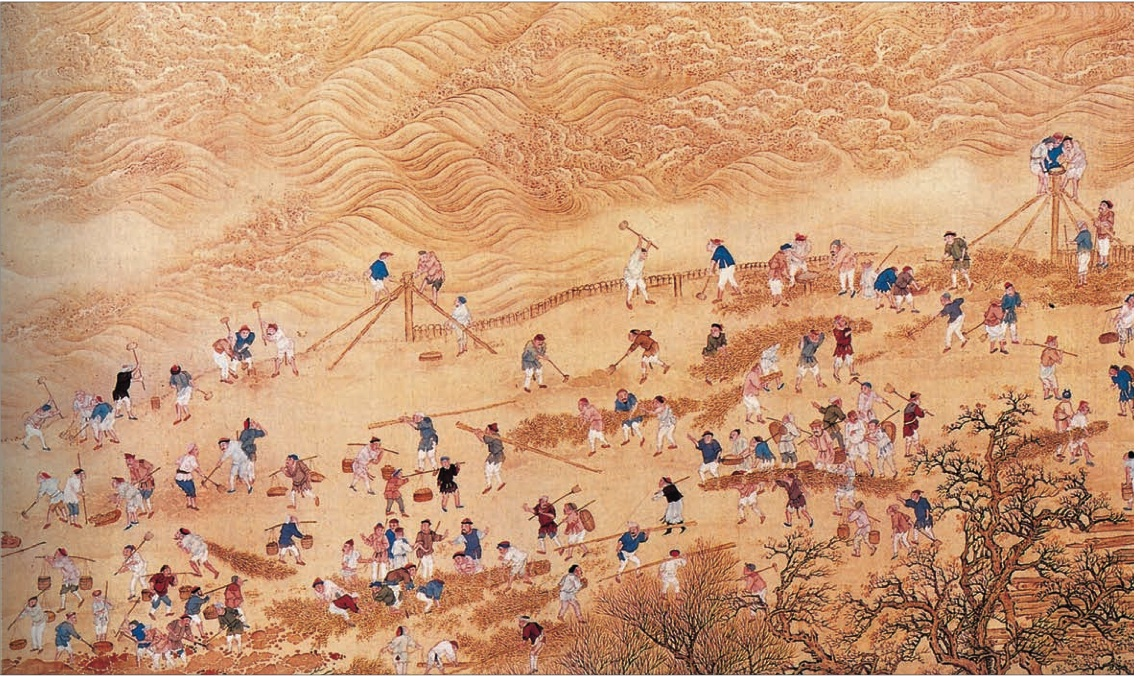
清初《康熙帝南巡圖卷》，治理黃河的場面，可見大半數穿著明代式樣服裝的勞動者和穿著滿式官服的官員，沒有人結髮辮。

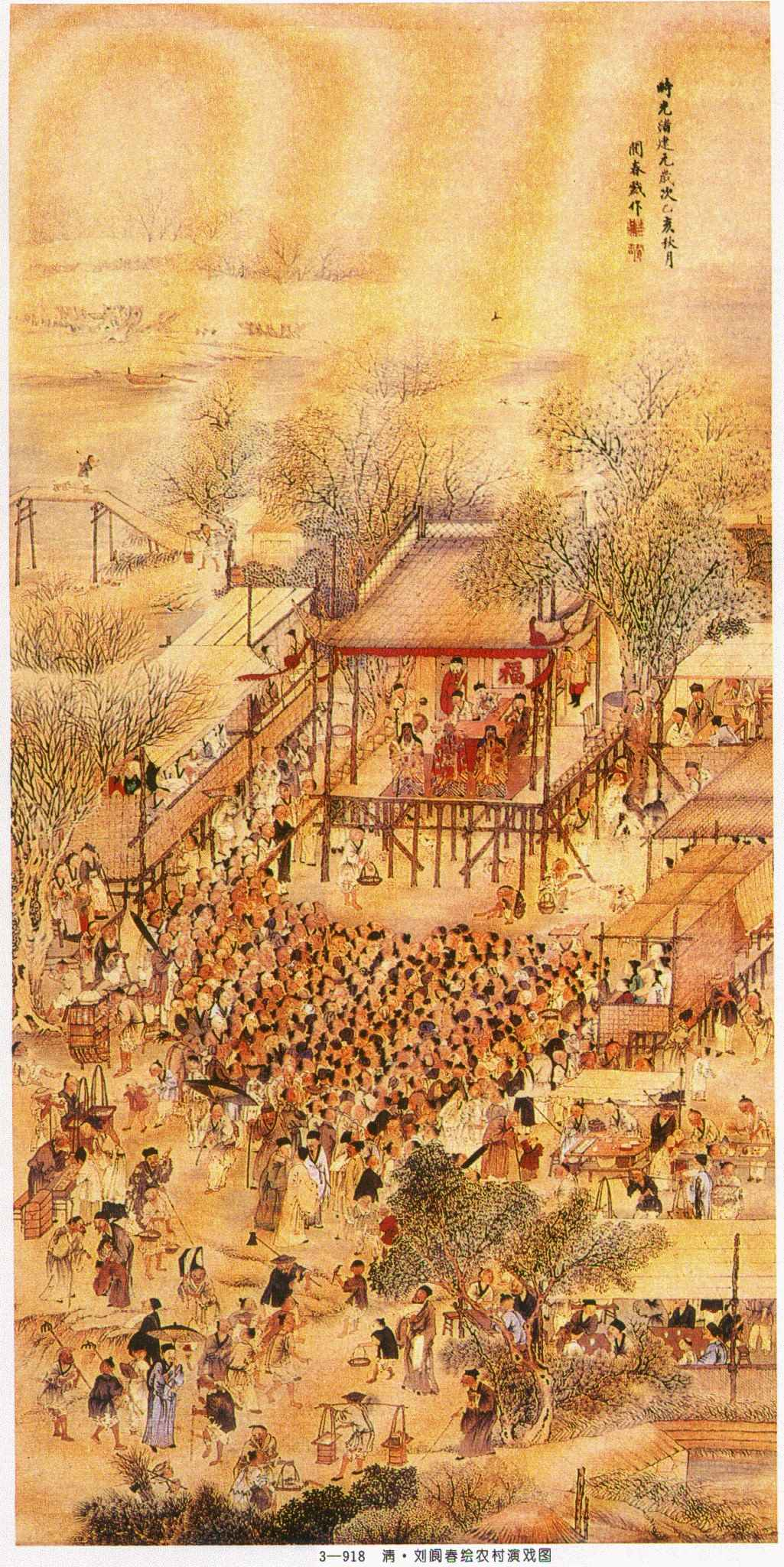
清代劉閬春繪《農村演戲圖》，畫中平民百姓皆露頂椎髻。

在早期的削髮案件中，剃頭是關鍵，但蓄辮子未成為滿人強制施行的目標，成了一個不太引起滿人關注的問題。
清初宮廷畫師焦秉貞所繪的《康熙耕織圖》，圖中農民同樣皆露頂椎髻，並且依然穿著明代流行的衣著。晚年归化为苗族的考古學家沈從文指出焦秉貞在製作《康熙耕織圖》時，在繪畫生產程序方面受南宋樓璹的《耕織圖》影響，但是在繪作農民及農家衣著時實多就江浙富庶區田家現實生活取材。

### 考古方面
2006年，在北京石景山玉泉路某施工現場挖掘出一具清代乾屍，屍體為清朝康熙時期的「中憲大夫黃拙吾」，后来经过专家从不同角度的考证得知，黃拙吾在清朝为官，明顯已剃发易服，死后家人将发辫挽成发髻，依然保留汉族传统发式入葬，以示慰藉，其髮飾並非「金钱鼠尾」式。此外，努爾哈赤、皇太極、順治帝的畫像都可以看到有明顯的鬢角。然而清朝官员畫像并没有鬢角。

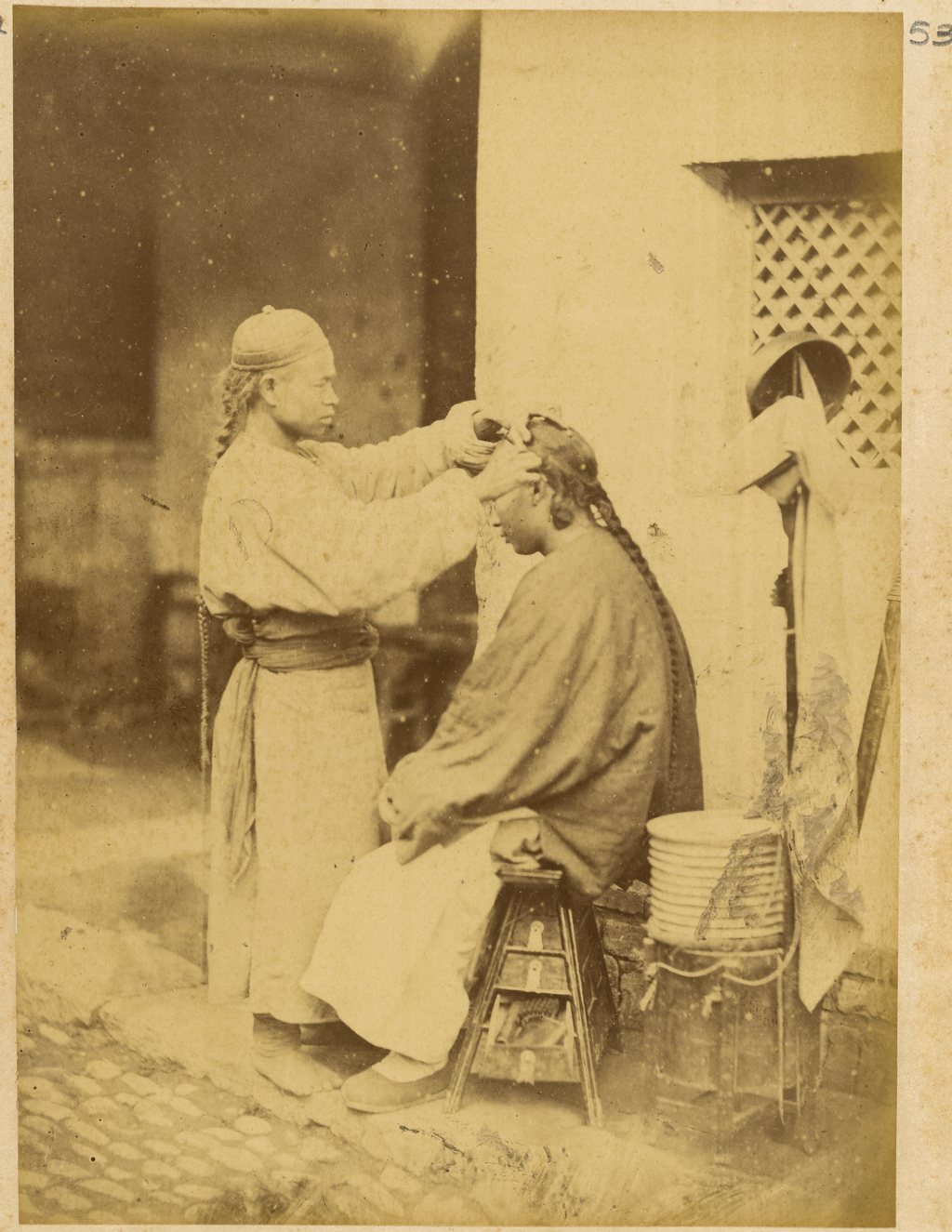
1874年，汉口街头的正在为顾客剃头的师傅。

## 服飾标准
清廷在1652年確立官服的最終標準，見於《服色肩輿永例》。
國立故宮博物院收藏由宮廷畫師焦秉貞於康熙三十五年（1696年）所繪四十六幅耕織圖，圖中婦女野老和平民工農的裝束，與明代無異。圖中農家男子雖將髮際線推高，但皆露頂椎髻，並沒有人結髮辮。此圖是清聖祖看過後才令刊刻。此外，清初畫家王翬主持繪畫的《康熙萬壽圖》十二大卷、徐揚主持的《乾隆南巡圖》十六大卷，以及徐揚的《姑蘇繁華圖》，江南一帶平民服裝式樣，仍然保持晚明固有風格，這些古董文物被部份史學家認為是清代「官降民不降」之證物。而在《康熙帝南巡圖卷》其中一幅繪畫出治理黃河時的場面的作品中，可以看到依然穿著漢式服裝的平民，以及穿著滿服的官員，而且沒有辮子。
清朝虽然改换了滿族服饰，但衣服所用材料和图案则受到了漢人傳統文化之影響。滿族在關外的傳統服飾簡樸，材料也多用貂皮、東珠等關外土產，进关后则大量采用汉族的丝绸锦缎。清朝官服上的補子沿襲自明朝（不同於明朝，前方「補子」被分為兩半），慶典時王公大臣所穿蟒袍的图案也承襲明朝而來。此外滿人服飾也從關外時期利於騎射狩獵的緊窄樣式，演變成與漢人服飾相近的較為寬鬆樣式。入關後的改變被認為是受到漢文化影響。清朝始終未改服飾制度，被認為在漢人文化影響下，使原本滿人服飾瘦窄的風氣大为减少，這種現像被認為是文化融合使然。
雍正帝尚未继位时，已令画家为自己绘制了多幅明朝服飾画像，画中不但自己身着类似汉服的服装，其他人物也身着汉族传统衣冠。继位后亦是如此。如《十二月令图》、《十二美人图》、《胤禛行乐图》、《雍正耕织图》等。乾隆也曾多次诏令当时的画家名手为他绘制明朝服飾画像，如《清高宗秋景写字图》《喜晴图》《松石流泉间闲图》《观画图》《行乐图》《临项圣谟雪景图》。
清朝學者李顒一生堅持穿著「寬博不時」的「寬衣博袖」，虽形制未知，但從來未曾被問責。德清李某之子，请人画了一副自己身着清朝以前服飾的画像，有人把画像中的马缰绳涂成黄色，然后誣告他僭越（明清時期臣僚使用黃色服飾屬於禁忌），官府克日就要提讯，某子到处贿赂，花费了数千兩銀方得无事。

## 後續影响

#### 反清斗争
起兵反抗清朝统治者的起事者往往以“束发复衣冠”号召人民响应。
1650年代後，鄭成功起兵抗清，清朝多次與明鄭政權和談，但從鄭成功以至鄭經，始終堅持：一、以朝鮮和琉球模式成為外藩。二、不剃髮，臣民保持明朝衣冠。此外每次談判，鄭方尚提出各種不同的其他條件，譬如鄭成功要求割三省之地，鄭經則要求「鄭氏世居台灣不登岸」等。然而剃頭問題始終是明鄭與滿清雙方關注的條件之一。
1672年（康熙十二年）三藩之乱时，有說法稱吴三桂用束发复衣冠相号召，所过郡县俱令剪辫，颇受人们拥护，不到半年就占据了半壁河山，亦有說法稱吳三桂等人叛明降清已為當時的漢族人民所不齒，加上在人民希望國家的統一和安定，所以得不到人民的擁護，結果亦被清軍打敗。此後许多的重大政治事件，包括伪稿案和马朝柱起义等在内，都直接或间接与辫发有关。
1721年，台灣爆發朱一貴事件，朱一貴起兵反抗清朝統治，攻下臺灣府城（今臺南市），建國號大明，年號「永和」，且廢除滿服、長辮剪斷，恢復明朝時的服裝及傳統漢人的髮式。朱一貴登基時頭戴通天冠，身穿黃龍袍，以玉帶圍之。但官員爵位封得太多，衣服一時準備不及，只好向戲班索取戲服代替，而仍然不足，出現頭戴明朝帽，身穿清朝衣的景象。此外，林爽文事件和戴潮春事件中，起事者和附從者均有「留髮」現象。
1851年，太平天國革命時期，起事者回復蓄髮，並以此作為反對滿清王朝的旗標。太平天國在反“清妖”的檄文《奉天討胡檄布四方谕》中宣稱清政府對漢人犯下種種殘暴罪行，並以一段文「夫中国有中国之形象，今滿洲悉令削髮，拖一長尾於後，是使中國之人變為禽犬也。」表示剃髮使漢人變為禽犬。清朝官方則將太平軍稱之為「髮逆」、“长毛”。

### 剪辫风潮

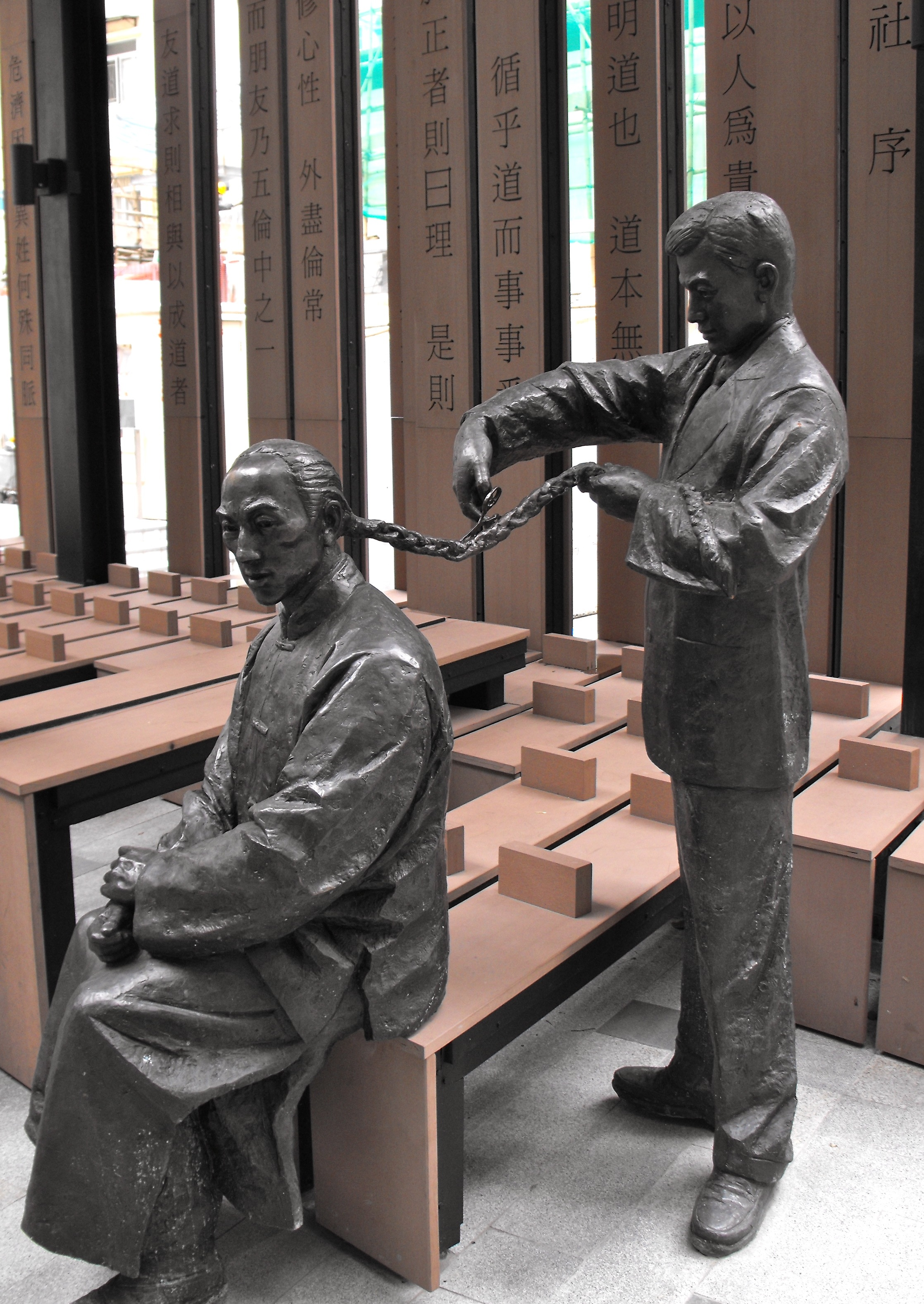
香港百子里公園的剪辮銅像

清亡之前出现了剪辮的芻議。率先剪辮的是海外华人及留学生。1898年1月（农历除夕），新加坡華人组织华人剪辫会，并登报倡议集体剪辫，引起了很大的轰动和争议。赞成剪辫的理由有：辫子不雅；辫发一般不洗，会发臭；辫子容易绞到机器裡很危险；辫子像禽兽的尾巴；辫子像铁链，等等。主张维新的康有为也向光绪帝建议过剪辫。留学生回国，便将剪辫的风气带回了国内，主要流行于新兵与学生中，但此种做法在当时仍然有“易服改元，革命排满”之嫌，没有更多的人敢于去冒这个风险。有些留学生回国之后，甚至不得不装上假辫子。1905年北京警務省勅令天津警察署所屬憲兵悉「行斷髮改著洋服」，也擬定「派遣外國之委員，概行斷髮洋裝云云」，唯當時慈禧太后仍在世，在保守勢力反對下仍未全面實施。鉴于学界和军界剪辫成风，各级政府多次下令禁止剪辫，然而令行而禁不止。1907年5月6日，清中央政府首次下达禁止剪辫的严厉命令，经学部奏准，严禁学生、军人剪辫，其中学生“一经查出，即当咨明学部，分别惩处”；军人“如有不遵定制，改用他装，以及剪去发辫等事，无论官员、兵丁，均即斥革”。但形势变了，此时清政府已经无力像清初那样控制人民的发型，即使在清政府内部，也出现了赞同剪辫的一股势力，如陆军部尚书廕昌、民政部尚书肃亲王善耆、外务部尚书邹嘉来、度支部尚书载泽、法部尚书戴鸿慈等均支持剪辫。1909年时任军谘大臣的载涛（光绪之弟）更是提出：「非剪发易服，不足振起全国之精神」。1910年10月資政院通過剪辮易服案。1911年12月7日，清政府迫于革命四起，終降旨准自由剪髮，廣東更先此一步，官民爭相剪辮。
1895年臺灣割讓，薙髮似乎未如纏足、鴉片一樣，受日本人嚴格取締，但一些臺灣人會主動剪去辮子，服裝也產生了變化，逐漸可見到滿式（旗袍）和日式（和服）混穿的組合。。後來斷髮令趨嚴，引來部分思念清朝統治的臺灣仕紳及民眾的掙扎及反抗。。例如詩人洪棄生，堅持衣髮如舊。原屬滿人的薙髮，反而成為洪認同漢文化的作法。後來日本警察強行剪髮，洪棄生留下「我生跼蹐何不辰，垂老乃為斷髮民，披髮欲向中華去，海天水黑波粼粼」、「長嘆無天可避秦，中華遠海總蒙塵，本為海島埋頭客，更變伊川披髮人。」等詩作。

### 中華民國
1911年10月武昌起义后，革命军所佔光复城镇，已有要求军民剪发命令。1912年，民国成立，宣統帝退位，清律廢除，大多数中國人剪去辮子，只有少数人仍堅持留辮，如保皇派張勳率辮軍、學者辜鴻銘等，以表示對清朝的效忠，也有一些民众害怕剪辫会被官府斬首，不愿剪辫。总体而言，“发辫之所由来，由于满洲之入中原”，“发辫之消除，亦与满洲而俱尽”。1912年3月5日，中華民國臨時大總統孫中山於頒布《大總統令內務部曉示人民一律剪辮文》：「滿虜竊國，易予冠裳，強行編髮之制，悉從腥羶之俗，當其初，高士仁人，或不屈被執，從容就義；或遁入緇流，以終餘年，痛矣先民，慘遭荼毒，讀史至此，輒用傷懷！嗣是而後，習焉安之，騰笑五洲，恬不為怪……凡未去辮者，於令到之日，限二十日，一律翦除淨盡，有不遵者，違法論……」。廢除服制禁令後，有民眾“頭戴方巾，身穿明代漢服，腰佩龍泉寶劍”以表支持革命者有之，亦有腦後垂辮以明“復辟”之心者有之。西服則在其中脫穎而出，成為當代中國人的普遍裝束。同時旗人袍服暫時走向沉寂。不過迟至1916年，北京还有人留着辫子，內务部下令嚴行剪尽。
民国元年7月，参议院公布男女礼服，其中男子礼服大体有两种，一种为西式服装，另一种则是沿用长袍马褂。8月颁布《暂行祭祀冠服制》，恢复了祭服。1914年8月，政事堂礼制馆颁布正式的《祭祀冠服制》。北伐之后，则规定为中山装和长袍马褂两种。女子礼服类似，仍然沿用立领、对襟、盘扣等特征。
孫中山辭世以後，中華民國政府在民國十八年（1929年）公布《服制條例》規定國家禮服，男子為藍袍黑褂，女子則分為藍長袍和藍衣黑裙兩式。當年政府採旗袍為禮服之理由是因俗制禮以及注重可行性。1945年中華民國接管台灣以後，一方面國府發動「去日本化」與「再中國化」的政策，從語言、文字，服飾等進行去日本化。另一方面也有許多女性主動把嫁妝衣服修改成旗袍，來表達對中國的認同。但此熱潮在二二八事件發生後便迅速沈寂，二二八事發期間曾發生穿旗袍者遭攻擊的現象。曾經有台灣知識份子以「中國受滿清奴化三百年之久，現在女人還穿著旗袍，何以滿清倒臺後，漢人能可當權呢？」一說，批評中國國民黨以台灣受到「日本奴化教育之遺毒」為藉口而欺壓台灣人，但類似異議於台灣白色恐怖時期沈息。至民國九十二年（2003）《服制條例》正式廢止。。

### 中華人民共和國
1949年以後，穿長袍、馬褂（海外的國學家如錢穆）和西服的人已經很少了，穿中山裝的人越來越多，以後更是形成穿中山裝的熱潮。
1966年開始的為期十年的“文革”期間，西服和旗袍被定為「四舊」。紡織品和服裝的生產也受到極左路綫的影響，很多受嶺南人們歡迎的服裝面料和服裝款式被指莫名其妙地被戴上了「四舊」的帽子，有些花色品種被批判為反動圖案。稍稍鮮艷一點的穿著，就被指責為“追求資產階級生活方式”。
在中国大陸许多地区，對於男性理髮的用語至今仍經常稱之為剃頭。中国许多地区至今流传着“正月剪头死舅舅”的习俗，据传与剃发易服有关：“死舅”其实是“思旧”，思念旧国明朝；当时人民不愿剃发，思念故国，以此习俗作为抵抗满清政策的一种形式。

## 評價

### 中国
- 1904年孫文作檄文《中国问题的真解决》：

明朝末叶，中国发生大内战，满洲人利用那个千载难逢的机会，用蛮族入侵罗马帝国的同一种方式，突然袭来，占领了北京。这是一陆肆肆年的事。中国人不甘心受外族的奴役，便向侵略者进行了最顽强的反抗。满洲人为要强迫中国人屈服，便残酷地屠杀了数百万人民，其中有战斗人员与非战斗人员、青年与老人、妇女与儿童，焚烧了他们的住所，劫掠了他们的家室，并迫使他们采用满洲人的服饰。据估计，有数万人因不服从留发辫的命令而被杀戮。几经大规模流血与惨遭虐杀之后，中国人才终于屈服在满清的统治之下。
- 学者、明史专家黄仁宇认为：

在长江下游立即引起反抗的近因出于薙发令。对男子的理发作规定，原来是中国的老传统，明代即规定头发挽辔，以针插在脑后；满洲人则将头发之前部及于脑顶剃去。1645年新朝代命令全国男子一律照办，限10天之内办毕，如不照办则是违抗天命。汉人越觉得薙发为一种被奴辱的处置，而满洲人执行命令的态度也越强硬，好像大帝国的出处全靠臣民遵命与否，而一切存亡去就之间全靠剃头刀作主宰。一位翰林学士私下里议论这政策，立即被判杀头罪，只因他与皇室接近沾恩以绞死执行。究竟有多少人决定宁死不愿在这命令之前屈服，无从什算，因为这薙发的问题也和其他抗清的原因混为一体。
（其人為內翰林祕書院大學士兼署吏部尚書、纂修太宗實錄總裁官陳名夏。）
他亦表示：
从另一方面讲，满清人与华北汉人在容貌上很难区别，同时他们有心汉化。除了强迫执行外表上及仪礼上对新朝廷之臣服外，他们也不另外生事，构成种族间的轩轾。

### 國外
19世纪，西方用“猪尾巴”（pigtail）来称呼中国人的辫子。一词在英文中原来并无贬义，但随着中国形象日益下滑，本來就異於別國的辫子髮式逐渐成为西方人嘲弄、侮辱的对象。一些英美文人将拆开变为。日本媒体也随之用「豚尾」来特指中国辫子，更繼丰臣秀吉称中国人为「髯虜」後，在江戶時代稱清朝人為“豚尾奴”，將辫子與“豚”（猪）相聯繫，視為野蛮、落后的象征。剃发留辫被当作陋习，如在1895年馬關條約後处于日本統治下的台湾，薙发與纏足、吸食鴉片並列为台湾三大陋习之一。当时中国留洋的学生颇多因此受外国人侮辱者，这也成为清末兴起剪辫风潮的诱因。
- 清初，若干朝鮮文人私下寫作時仍以崇禎年號紀年，以穿着明朝衣冠感到自豪，對於漢人順從滿族服飾相當鄙視。朝鮮人曾私下把清人叫做“夷虜”，把清使叫虜使，把清朝皇帝叫做“胡皇”。[91]

然而，在清朝的朝鮮使臣拋開了「華夷之辨」的心態，對清朝社會以至整體作出了如此評論：
「朝鮮朝北學派人士通過細心觀察，認識到清朝統治下的中國與他們所想像的在＂夷狄＂統治下的國家完全不同，滿朝的經濟繁榮給他們留下了深刻的印象，並且不由得滋生出許多感慨，也讓他們重新審視起朝鮮國內對待中國的一些負面印象，從而在遊記中盡量客觀地描述出中國強大、繁榮、文明的理想形象，在客觀上肯定了滿族人對中國的統治。」
- 1732年，日本江戶儒臣林春勝、林信篤著作《華夷變態》一書，注意到漢人满化。[93]

《中华文明史话》一書中指出：
幕府第四代將軍德川家綱時，開始與清朝進行文化交流。他與他以後的幾代幕府將軍都十分尊重中國，稱其為「上國」，稱康熙為「上國聖人」。
- 近代法國作家、法兰西学院院士阿兰·佩雷菲特在《停滞的帝国︰兩個世界的撞擊》[95]中写道：

这些中国教士的压抑心理：他们现在的身份使他们不能留长髮。但任何一个中国人都必须在脑后留一条辫子，这是满人的规定，违者有死罪。只有李长得像欧洲人，因而他可以不遵守这条可怕的规矩。
巴罗认为满人的做法堪称政治上的杰作，这对一个半开化的民族来说是难能可贵的。为树立起自己的影响，他们采取了十分灵活的实用主义态度。被汉人召来镇压一场造反运动的满人把自己的头头推上了空缺的皇位。他们采用了中央帝国和天朝的官僚体制的模式。奇怪的是他们仅限于强迫别人留他们那令人屈辱的发式：头剃光但留一条辫子——后来汉人把辫子塞在帽内，并一有造反行动就把它剪掉。
今天我们知道这些说法全是错的。满清初期，他们表现得非常凶残。建國後的最初幾年，整批整批的百姓遭到屠殺。強迫留辮子引起了騷亂，結果都被鎮壓在血泊之中。当我们这些旅行者企图概括或探测未来时，他们的观点并非总是正确的。与他们的看法相反，最初满人表现得十分野蛮，慢慢地汉文化才占了上风。
1911年10月10日，几乎纯属偶然，一个密谋在汉口的法国租界得逞了。驻军投向起义者，革命迅速地蔓延开来。汉人把满人从1644年以来强迫他们蓄留的辫子剪了下来，作为解放的象征。
- 曾亲身参与太平天国的前英国军官呤唎在《太平天国革命亲历记》[99]中写道：

为了彻底消灭爱国情绪，满洲人强迫被征服的中国人（漢人）剃去他们从古以来就作为珍爱装饰的长发，强迫他们垂辨，并采用鞑靼服装，违者处死。据说，宁死不肯忍受这种民族屈辱的人有千千万万。变更民族装束在一切征服手段中是最明显最能压制人的；这无疑是粉碎中国人民精神的有效方法。凡不肯忍受的就失去了头颅。
太平军和满清政府奴役下的中国人（漢人）之间最突出的，最使外国人注意的对照，就是他们的外貌及装饰的截然不同。中国人（漢人）向来被认为是面目愚蠢、装饰恶劣的民族；而使面容变丑的剃发不能不说是造成这种情况的主要原因之一。
我常去访问附近的村庄，以调查村民对太平天国的统治有什么感想。我很高兴见到他们在各方面都十分满意，尤其使我感动的是他们都乐于留发，这是太平和自由的标记，跟满洲人及其强加在汉人身上的剃头蓄辩的奴隶标记恰成对照。
- 美國耶魯大學任教的教授菲爾浦斯（WILLIAM LYON PHELPS）在他1939年出版的自傳中亦提到了留美中國學生的辮子：

這些男孩子穿著打扮和我們一樣，只是頭上留著長長的辮子。他們玩橄欖球的時候，會把辮子藏在襯衣裡，或盤在頭上；如果辮子鬆了，那可是給對手一個太強的誘惑。我們玩的所有的遊戲對他們來說都是陌生的；但他們很快就成了棒球、橄欖球、冰球的好手，在花式滑冰場上技術更是超群。當自行車剛剛出現的時候，學校第一個買它的是曾（吳仰曾）。我現在彷彿還可以看到，他騎著這奇怪的傢伙在避難山路上走。

## 类似事件
吐蕃占领唐陇西、河西诸地，亦强令当地汉族百姓依吐蕃风习辫发易俗，只每年正旦可穿着唐服祭拜先祖。西夏景宗元昊自认拓跋鲜卑后裔，下秃发令，禁汉人风俗结发。“三日不从，许众共杀之。于是民争先秃发、耳垂环以异之。”
女真族也曾经推行过剃发易服政策。1129年（南宋建炎三年，金太宗天会七年），当时的金太宗就下过命令：“禁民汉服，及削发不如式者，死”。当时小民有穿着犊鼻裤（一种短裤）的，也被指责为身着前朝汉服而处斩，后因为汉人抵抗而放弃此政策。
明朝曾在15世纪前期占领安南（今越南北部与中部），安南人在明朝的統治下被迫「留髮易服」，明政府下令當地男女不得剪髮，強迫安南人改留漢式髮型、漢式服飾，並且要按明朝的禮俗拜祭，搶走和消毀大量古籍，意圖同化安南人。后来安南人黎利起兵赶走明朝，恢复独立，建立后黎朝。后黎朝曾要求留在安南境内的明朝人剃发易服。
明朝對征剿過後倖存的都掌人被迫更名易服：「凡新拘留被擄民婦，各蒙親屬認領還家。至於降蠻老幼婦女數千餘人，各變姓名，易冠服，配去遠方衛所安置。於是九絲一空，都蠻盡平」，以及更改有都掌特色的地名，消除都掌文化：“各寨舊名多惡，宜更換以新耳目。權將九絲城呼為平蠻城，凌霄城為拱極城，印靶山為文印山，吊猴山為降蠻山，雞冠嶺為金雞嶺，內官寨為武寧山，都都寨為都守寨”。
民國政府時代亦發生過貴州省黎平縣在某些少數民族地區下令少數民族四十歲以下婦女須改穿漢人服飾並建議採用漢人髮型，以及推行漢語的政策。

## 相關詞语
- “盤辮子 / 柈辮子”
- “䯰”
- “抓辮子”
- “割辮”
- “繚辮”